# Casament de Ramon Berenguer IV i Peronella Ramires
El Casament de Ramon Berenguer IV i Peronella Ramires se celebrà segons l'historiador Antonio Ubieto l'agost del 1150 a Lleida.

## Context
El tractat s'emmarca en la problemàtica sorgida arran del Testament d'Alfons I d'Aragó (1131) per la seva successió.

## Antecedents

### Capítols matrimonials de Barbastre
La noblesa aragonesa rebutjà el casament de Peronella amb el fill Alfons VII de Castella, temerosos de caure sota el domini de Castella. Des del 24 d'agost del 1136, a l'11 d'agost del 1137 es va forjar un pacte entre Ramon Berenguer IV de Barcelona i Ramir II d'Aragó per tal de casar al jove comte de Barcelona amb la filla del rei, Peronella d'Aragó, que tenia un any d'edat.
El rei donà al comte la seva filla per muller amb el seu regne tal com s'estenia i havia posseït el seu pare i rei Sanç Ramires, rei d'Aragó i Pamplona, i pels seus germans els reis Pere I d'Aragó i Alfons I d'Aragó, quedant en llei i força els seus furs, costums i usatges que en temps dels seus precedessors havien tingut els aragonesos i eren vigents al regne. Quedava el comte com a rei en cas que la seva muller Peronella morís sense fills. També li encomenava les terres i súbdits en homenatge i jurament que li guardarien fidelment la vida i el cos del comte sense cap engany, i que l'obeirien lleialment, guardant la fidelitat que li debien a la seva filla, que era la seva senyora natural, amb la condició que si ella moria quedaria el regne subjecte al comte sense cap contradicció, i que el tindria i posseiria després de la mort del rei.
Per la seva part, el rei Ramir II seria rei mentres visqués, i seria senyor i pare en el regne d'Aragó i en els comtats del comte de Barcelona mentre li plagués.

### La confirmació d'Ayerbe
El 27 d'agost del 1137 el rei Ramir II d'Aragó confirmà de declaració feta setze dies abans relativa a la declaració d'írrites de qualsevulla donacions que poguera fer al regne d'Aragó. L'historiador Antonio Ubieto Arteta assenyalà que la raó d'aquest document podria ser que el rei Ramir II d'Aragó hagués fet alguna donació a particulars després de firmar els Capítols matrimonials de Barbastre (1137), però que amb aquest document es comprometia a no fer-ne mai més cap, si no comptava amb l'aprovació del comte Ramon Berenguer IV; i que si en feia cap més sense el consentiment del comte, la donació seria considerada nul·la.

### La renúncia pública de Saragossa
El 13 de novembre del 1137, uns tres mesos després del pacte matrimonial, Ramir II d'Aragó comunicà als seus súbdits que havia fet donació de la seva filla i del seu regne al comte Ramon Berenguer IV de Barcelona. L'historiador Antonio Ubieto Arteta interpreta el document com un pas més del rei Ramir II d'Aragó en el deixament de l'exercici de drets i prerrogatives, i on cedia pràcticament la potestas (poder) reial al comte Ramon Berenguer IV, reservant-se tan sols la fidelitat que el comte de Barcelona li devia a Ramir II com a rei d'Aragó.

### Tractat de 1149
El Tractat de 1149 és un tractat de pau signat l'1 de juliol del 1149 entre el comte de Barcelona i príncep d'Aragó Ramon Berenguer IV i Garcia Ramires dux de Pamplona. Mitjançant aquest tractat Ramon Berenguer IV i Garcia Ramires dux de Pamplona feien la pau i signaven el contracte matrimonial entre el comte i la filla del navarrès, tot i que Ramon Berenguer estava compromès amb Peronella d'Aragó. Malgrat els explícits capítols matrimonials, l'enllaç que s'havia de produir el 29 de setembre del 1149 no es dugué a efecte. Segons Miquel Coll i Alentorn, això demostra que el casament, encara no realitzat, amb Peronella d'Aragó, no era quelcom indispensable perquè es fes efectiva la donació del regne d'Aragó, malgrat que era una clàusula explícita en els Capítols matrimonials de Barbastre (1137). Segons l'historiador Ubieto, el comte Ramon Berenguer mai no va tenir intenció de complir el pacte i el matrimoni amb Blanca de Navarra, concloguent que el pacte fou incomplert per ambdues parts.

## El casament
La data del casament entre Ramon Berenguer IV i Peronella Ramires ha estat discutida entre els historiadors. Segons els registres notarials, la data més antiga on s'esmenta el fet correspon a un document d'intercanvi de béns, datat el setembre del 1150; tot i així, en actes notarials de l'any següent, s'esmenta que aquell 1151 era l'any en què s'havia fet el casament. Ubieto conclou però, que partint de la referència del setembre del 1150, el casament s'hauria fet l'agost del 1150, sent recollida a posteriori pels següents registres notarials. A aquesta suposició s'uneix el fet que Peronella va néixer el 29 de juny de 1136, i que els Capítols matrimonials de Barbastre (1137) se signaren l'11 d'agost del 1137. Tot plegat indicaria que l'agost del 1150 la reina Peronella havia complert ja els 14 anys, la majoria d'edat establerta pel dret canònic per a poder contraure matrimoni. Al seu torn, Ramon Berenguer IV tenia 36 anys.